# Любовець Олена Миколаївна
Любовець Олена Миколаївна (12 вересня 1964, Запоріжжя, Україна) — український історик. Доктор історичних наук (2006).

## Життєпис
Народилася у Запоріжжі.
Закінчила Київський університет (1988).
Працювала у Мелітопільському педагогічному інституті (1989–97); Інституті політичних і етнонаціональних досліджень НАН України (2000–11); у 2011–14 – завідувачка відділом дослідження впливу державотворчих і цивілізаційних процесів на формування національної пам’яті Українського інституту національної пам’яті; від 2014 – у Державній науковій установі «Енциклопедичне видавництво» (усі – Київ): від 2015 – заступник директора з наукової роботи.

## Наукова діяльність

### Напрямки наукових досліджень
Наукові дослідження: досвід вітчизняного державотворення 20 ст., проблеми утворення та генези українських політичних партій, становлення та функціонування багатопартійної системи, особливості регіонального розвитку України.

### Праці
- Любовець О. М. Партія боротьбистів в українській революції 1917-1920 рр [Текст] : Дис...канд.іст.наук:07.00.01 / Любовець Олена Миколаївна ; Київський ун-т ім. Т.Г.Шевченка. - К., 1993. - 166 л.
- Любовець О. М. Ідейно-політичні процеси в українських партіях у контексті альтернатив революційної доби (1917-1920 рр.) [Текст] : Дис... д-ра іст. наук: 07.00.01 / Любовець Олена Миколаївна ; Ін-т політ. і етнонац. дослідж. ім. І. Ф. Кураса НАН України. - К., 2006. - 496 арк.
- Нарис історії Української демократично-хліборобської партії (1917–1920 рр.). 2002;
- Українські партії й політичні альтернативи 1917–1920 років. 2005;
- Революційні альтернативи 1917 року й Україна. 2010 (співавт.);
- Українські політичні партії революційної доби 1917–1920 рр.: Нариси історії та док. 2012;
- Бій під Крутами в національній пам’яті: Зб. док. і мат. 2013 (співавт.);

усі – Київ.
.

## Родина
Чоловік Келембет Юрій Володимирович.